# Aldo Buttini

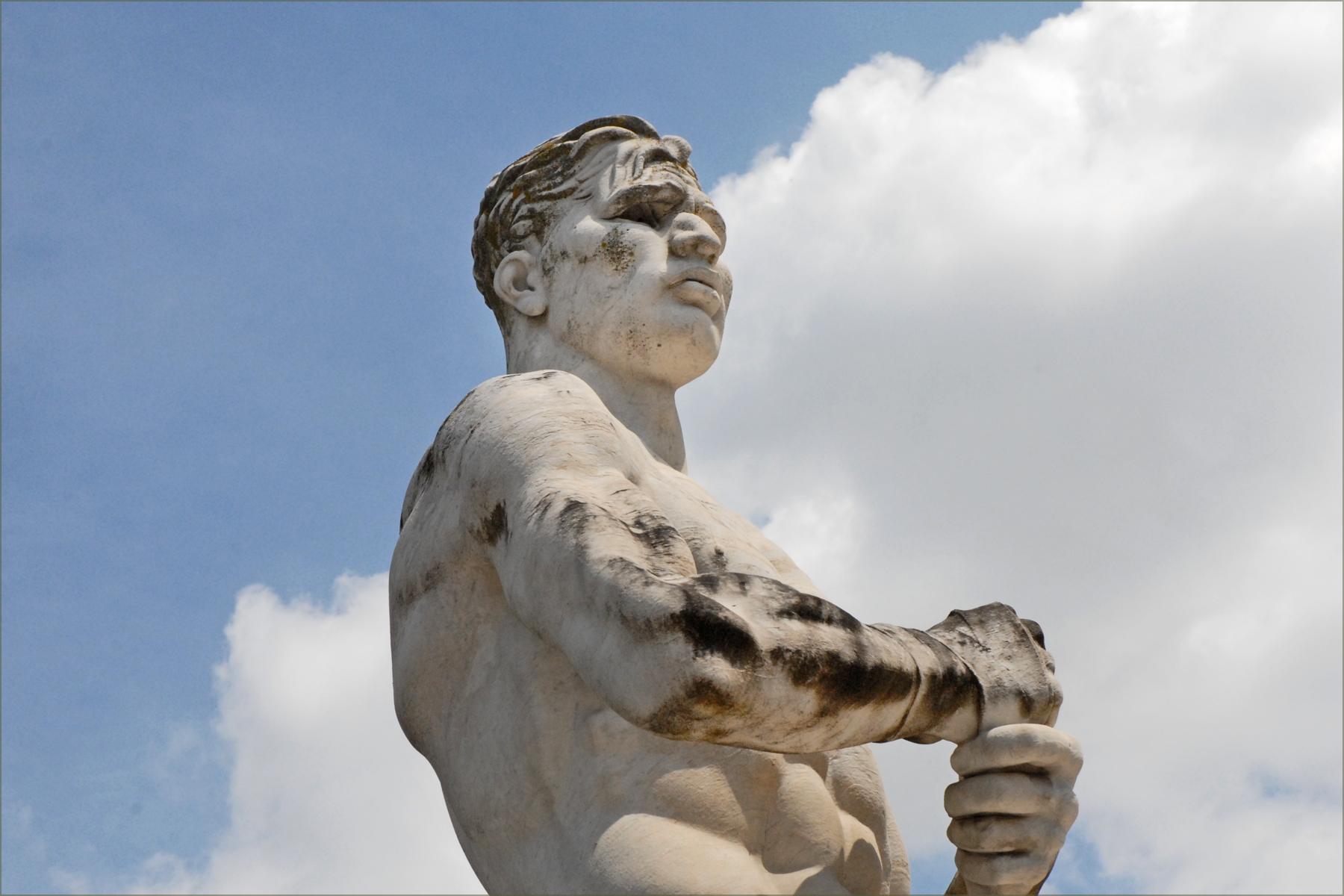
Pugile con lo strigile
Foro Italico (Roma)

Aldo Buttini (Quercia di Aulla, 6 dicembre 1898 – Carrara, 1º  dicembre 1957) è stato uno scultore italiano.

## Biografia
Figlio di Geminiano, antiquario, e da Elda Brunelli, partecipò alla prima guerra mondiale e fu decorato con la croce al merito. Dal 1922 al 1923 seguì i corsi dello scultore Carlo Fontana all'Accademia di Belle Arti di Carrara e fu allievo di Arturo Dazzi. 
Di carattere chiuso e insofferente alle regole, lasciò la scuola e aprì un suo studio. A Carrara sposò Alma Dell'Amico. Nel 1927 scolpì La leva, che finì nei giardini della romana Villa Torlonia, abitata dalla famiglia Mussolini. 
Nel 1932 realizzò dieci delle sessantaquattro statue in marmo di atleti, offerte dalle città capoluogo di provincia e destinate allo Stadio dei Marmi, al Foro Italico.
Sono opere su commissione, in cui la retorica, la semplificazione formale e la dimensione monumentale dovevano essere tali da esprimere energia fisica e morale. 
Cultore appassionato di Michelangelo, Aldo Buttini era dotato di grande perizia tecnica ed eseguì con correttezza il disegno anatomico. 
Artista fecondo, scolpì dodici statue colossali per Pittsburgh, partecipò alla Esposizione internazionale d'arte di Venezia, alla Mostra del ritratto a Firenze, alla Mostra d'arte sacra di Bergamo. Alla prima mostra del marmo, a Carrara, espose la Fontana di Venere - conosciuta anche come Frine - opera accademica, ma precisa per tecnica di esecuzione.
Dal 1935 fu docente di ornato e figura modellata al liceo artistico di Carrara. Nel 1953, per un cimitero negli Stati Uniti eseguì una riproduzione in marmi policromi dell'Ultima cena di Leonardo, di cui in collezione privata esiste il bozzetto in terracotta colorata. 
Fino alla morte lavorò a una colossale statua di Cristo - su bozzetto della scultrice cubana Jilma Madera - che era destinata a Cuba.
Dopo la morte dell'artista, nel suo studio di Carrara, sono stati ritrovati due altorilievi in marmi policromi: una Natività e un'Ultima cena.

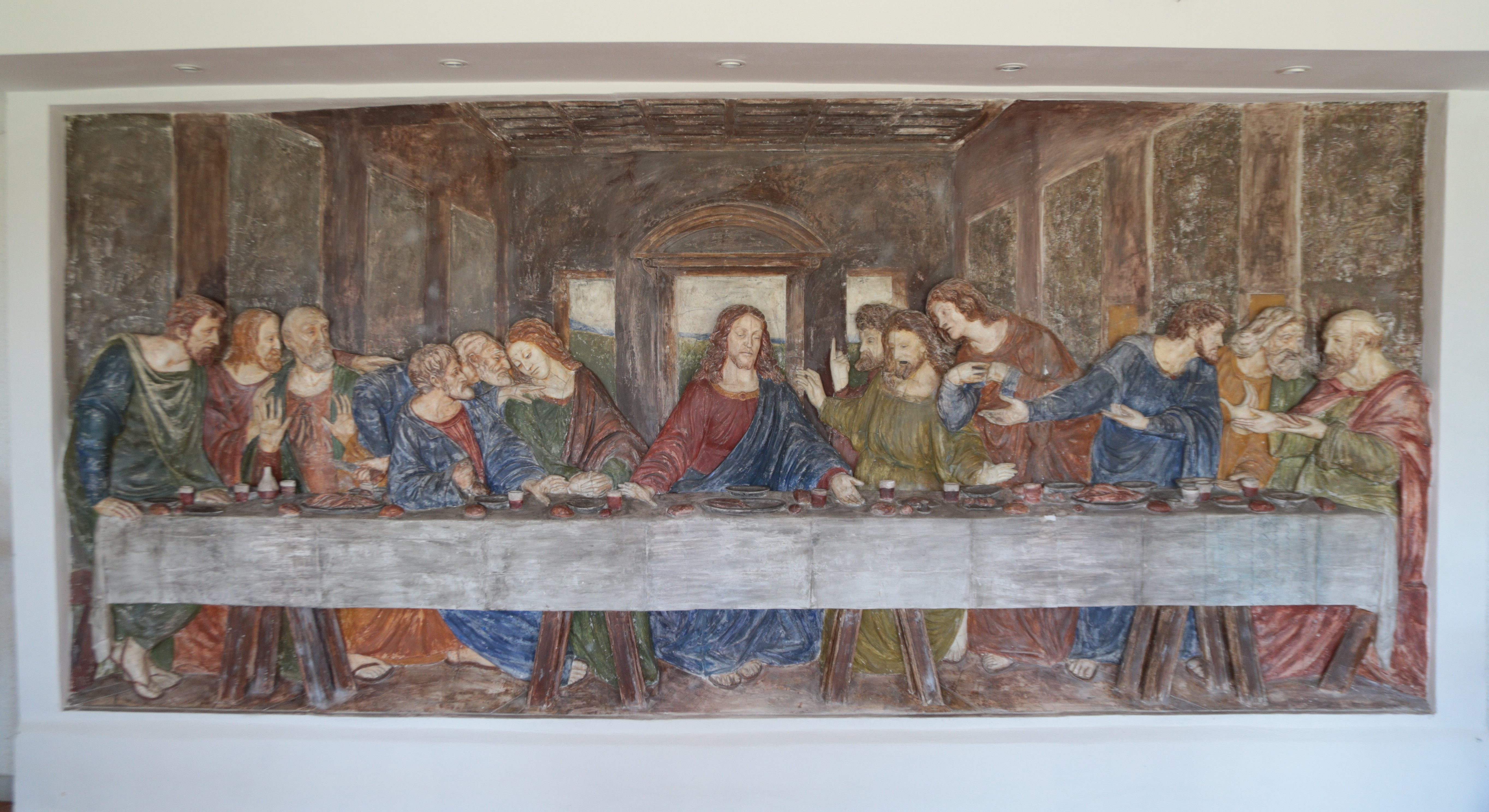
Ultima Cena (Il cenacolo Leonardo da Vinci)

Nel suo vecchio studio al numero 29 (sesto piano) del viale XX Settembre (Carrara), è stato ritrovato un altorilievo in gesso (prova colore) della sua Ultima Cena in marmi policromi. Questa è stata restaurata dall'accademia delle belle arti di Carrara e si trova oggi conservata presso il B&B Il Giardino delle Esperidi di Fosdinovo.
Di suo figlio Paolo (1932-1957), pittore, si ricordano Autoritratto e Fratellanza universale, conservati alla Galleria d'arte moderna di Firenze.

### Alcune opere

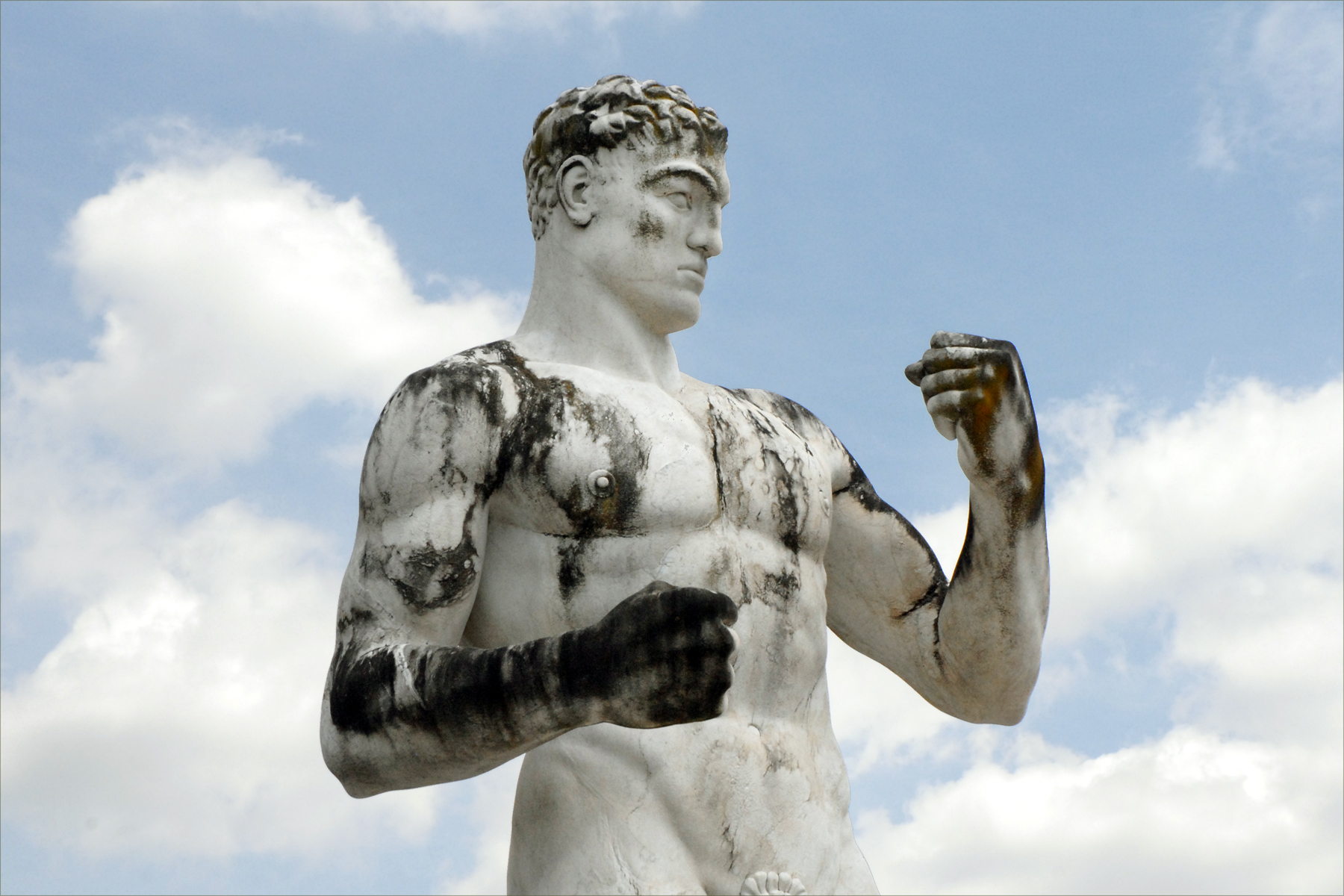
Pugile in guardia Foro Italico (Roma)

- Roma, Foro italico: Atleta (Fiume) 1932; Pugile in guardia (Chieti) 1932; Tennista (Ragusa) 1933; Lanciatore di giavellotto (Perugia) 1932; Saltatore con l'asta (Trieste); Atleta che saluta (Massa-Carrara); Atleta con l'asta, 1936; Pugile con strigile, 1938; Atleta  giovane con gagliardetto; Atleta giovane  con libro e moschetto.[1]
- Roma, San Camillo, Ospedale della Maternità, ingresso al padiglione Sala: gruppo della Maternità e busto del Marchese Serafini.
- La Spezia, Giardini pubblici: monumento al poeta Ceccardo Roccatagliata Ceccardi, 1930
- Pontremoli, Cattedrale: monumento funerario del vescovo Angelo Fiorini, 1930
- Carrara, Palazzo delle Poste, Frine, fontana di marmo bianco con vasca ornata da Amorini danzanti.
- Novi Ligure: monumento al vescovo Antonio Martini.